# Jean-Baptiste Avrillon
 (mars 2013).
Si vous disposez d'ouvrages ou d'articles de référence ou si vous connaissez des sites web de qualité traitant du thème abordé ici, merci de compléter l'article en donnant les références utiles à sa vérifiabilité et en les liant à la section « Notes et références ».
Pour les articles homonymes, voir Avrillon.
Jean-Baptiste-Elie Avrillon (1652-1729) est un religieux minime, prédicateur français, né à Paris en 1652.
Il fait sa profession religieuse aux couvent des Minimes de Nigeon le 3 janvier 1671.
Prédicateur, jusqu'à sa mort le 16 mai 1729 à Paris, au couvent de la Place Royale.
Il se distingua par ses sermons et la publication d’un grand nombre de livres de piété dont le Commentaire affectif sur le Pseaume Miserere pour servir à la préparation de la mort (1747).
Les traits de Jean-Baptiste Avrillon nous restent fixés par le portrait qu'en grava Jean-Baptiste Scotin en frontispice de l'édition posthume des Pensées sur différents sujets de morale, contenant un abrégé de la vie de l'auteur et le catalogue de ses ouvrages (chez D.A. Pierres, Paris, 1741).

## Principaux ouvrages
- L'année affective, ou sentiments sur l'amour de Dieu, tirés du Cantique des Cantiques pour chaque jour de l'année, Paris, 1707 (rééd. : 1714, 1771).
- Commentaire Affectif sur Le Pseaume Miserere : Pour Servir de Préparation à la Mort.
- Commentaire affectif sur le grand précepte de l'amour de Dieu : Diliges Dominum Deum tuum ex toto corde tuo, etc
- Conduite pour passer saintement le temps de l'Avent où l'on trouve pour chaque jour une pratique, une Méditation & des Sentiments sur l'Évangile du jour, & des Sentences de la Sainte Écriture & des SS. Pères ; avec la Collecte de la Sainte Messe, & un Point de la Passion de N. S. Jésus-Christ.
- Conduite pour passer saintement les fêtes et octaves de la Pentecôte, du Saint-Sacrement et de l'Assomption.
- Conduite pour passer saintement le Carême.
- Méditations et Sentiments sur la Sainte Communion, pour servir de Préparation aux Personnes de Piété qui s'en approchent souvent.
- Réflexions, sentiments, et pratiques sur la Divine Enfance de Jésus-Christ ; tirés de l'Écriture & des Pères de l'Église (Paris, 1709. Rééditions en 1726, 1735, 1750, 1762).
- Réflexions théologiques, morales et affectives sur les Attributs de Dieu, en forme de méditations pour chaque jour du mois.
- Sentiments sur la dignité de l'Âme, la nécessité de l'Adoration, les avantages des Afflictions, et sur l'Abandon de Dieu. Ouvrage posthume (chez Despilly, 1773).
- Traités de l'Amour de Dieu à l'égard des hommes, et de l'amour du prochain.
- Les Richesses eucharistiques.
- Pensées sur différents sujets de morale.

## Pour approfondir